# Congreso Constituyente del Perú (1822)
El Congreso Constituyente del Perú de 1822 fue la primera institución política elegida democráticamente en el Perú. Sus miembros, llamados diputados, fueron designados en elecciones populares convocadas por el libertador José de San Martín, quien ejercía entonces el poder como protector del Perú. La labor principal de esta asamblea fue dar a la República del Perú su primera constitución política, que fue la Constitución liberal de 1823. Asimismo, ante el retiro de San Martín, entregó el Poder Ejecutivo a tres de sus miembros, que conformaron un cuerpo colegiado denominado la Suprema Junta Gubernativa y cuya cabeza era el general José de la Mar. Posteriormente, ratificó de manera sucesiva a los primeros presidentes de la República del Perú: José de la Riva Agüero y José Bernardo de Tagle (más conocido como Marqués de Torre Tagle).

## Contexto de la constitución: el Protectorado
Luego de la proclamación de la independencia del Perú, en la antigua capital del Virreinato del Perú, Lima, el 28 de julio de 1821, el general José de San Martín asumió el mando político militar de los departamentos libres del Perú, bajo el título de protector (con el permiso peruano), según el decreto del 3 de agosto de 1821.
El protector del Perú fue quien dio al Estado peruano una primera bandera provisional y un escudo nacional, convocó a los peruanos para crear un himno nacional, y acuñó su moneda, así como su administración primigenia y sus primeras instituciones públicas del Protectorado del Perú. 
San Martín impuso un reglamento provisorio, reemplazado después por un estatuto. San Martín propuso una monarquía independiente al Perú que no fue aceptada.[cita requerida] Sus normas y leyes fueron derogados tras la convocatoria del un congreso constituyente elegido por los peruanos que los que se dieron la primera constitución política de la república.

## Creación e instalación

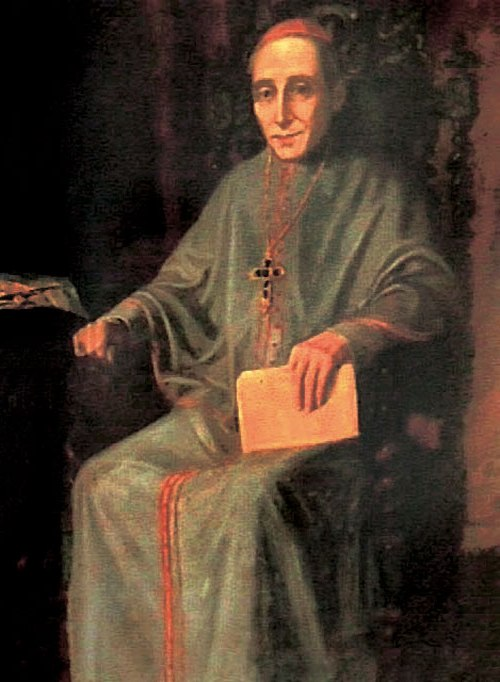
Francisco Xavier de Luna Pizarro, presidente del primer Congreso Constituyente del Perú en 1822.

El 27 de diciembre de 1821, San Martín convocó por primera vez a la ciudadanía con el fin que eligiera un congreso constituyente mediante el Decreto N.º 146,[cita requerida] con la misión de establecer la forma de gobierno que en adelante regiría al Perú, así como una Constitución Política adecuada. El protectorado pretendía inclinar la opinión pública hacia la instalación de una Monarquía en el Perú. Dicho dispositivo ordenaba para el 1 de mayo de 1822 la instalación del congreso, pero tuvo que retrasarse la fecha al 27 de abril por no haberse redactado a tiempo el reglamento de elecciones.[cita requerida]
El congreso se instaló finalmente el viernes 20 de septiembre de 1822 y se compuso de 79 diputados elegidos en las provincias libres y 38 suplentes para las provincias ocupadas por los realistas. Entre sus miembros se contaban los más destacados miembros del clero, el foro, las letras y las ciencias. Los diputados peruanos eran favorables a la instalación de una República. Ante este Congreso, San Martín renunció al protectorado y se alistó para abandonar el Perú.
Para las juntas preparatorias, se eligió presidente a Toribio Rodríguez de Mendoza, quien había educado en la filosofía de Ilustración a la generación de la Independencia siendo rector del Convictorio de San Carlos. Mucho de sus antiguos discípulos figuraban ahora como diputados. 
Como presidente del Congreso fue elegido el diputado por Arequipa Francisco Xavier de Luna Pizarro, y secretarios José Faustino Sánchez Carrión —autor de las famosas cartas de «El Solitario de Sayán», en las que abogaba por la república federal como forma de gobierno— y Francisco Javier Mariátegui, también de tendencia liberal.

## Nombramiento de la Junta de Gobierno
Los legisladores empezaron por entregar el poder ejecutivo a un grupo de tres diputados, que conformaron un cuerpo colegiado denominado la Suprema Junta Gubernativa (presidida por José de La Mar e integrada por Manuel Salazar y Baquíjano y Felipe Antonio Alvarado). Esta Junta entró en funciones el día 21 de septiembre de 1822.
El 4 de noviembre, el Congreso acordó acciones de gracias a lord Thomas Cochrane, a Colombia, al Ejército Libertador, a Chile y a su Supremo Director, así como expresó su reconocimiento a los guerrilleros indígenas y hasta a los naturales de la selva, por sus servicios a favor de la independencia. Asimismo, otorgó amplia amnistía, incluso a las autoridades españolas. El único exceptuado fue el exministro Bernardo de Monteagudo, que fue proscrito por sus crímenes, estableciéndose sanciones para las autoridades que le permitiesen vivir libremente en sus distritos.
El 22 de noviembre, el Congreso dio el golpe de gracia a la pretensión monárquica de José de San Martín y desautorizó la Comisión de Juan García del Río y de Diego Paroissien, que habían sido enviados a Europa por el protectorado para buscar un rey para el Perú y el 22 de diciembre de ese año, el mismo Congreso republicano sentó las «Bases de la Constitución Política»; entre las muchas reformas introducidas, destaca la abolición del comercio de “negros”.
La asamblea se dedicó también a la organización del territorio nacional en departamentos, provincias y distritos.

## Crisis política y militar
La principal labor de los legisladores, esto es, la redacción de la Primera Constitución del Perú independiente y la obra legislativa, se vio dificultada por las difíciles circunstancias que surgieron a fines de 1822 y comienzos de 1823. No había recursos para pagar los sueldos a militares y empleados civiles, y los alrededores de la capital eran asolados por los bandidos. En cuanto a la guerra contra los españoles que aun resistían en el sur del Perú, la Junta de Gobierno dispuso llevar a cabo el plan militar de San Martín, de atacar a los realistas desde los puertos intermedios del sur. Pero para ello necesitaba ayuda militar externa.
Precisamente, estaba ya en curso la ayuda de la Gran Colombia que el Libertador Simón Bolívar ofreció al Perú para derrotar a los realistas que aún resistían en todo el sur peruano, incluyendo la actual Bolivia. Durante la Entrevista de Guayaquil, Bolívar había ofrecido a San Martín ayuda militar para el Perú, la que se concretizó en julio de 1822, con el envío de tropas colombianas al mando de Juan Paz del Castillo. En septiembre de ese año, Bolívar pretendía enviar otros 4.000 soldados más, pero la Junta Gubernativa solo aceptó la recepción de 4.000 fusiles. Las relaciones del Perú con la Gran Colombia entraron en un punto crítico debido a la anexión de Guayaquil a la Gran Colombia. Sumado a ello, estaban las instrucciones que había recibido Juan Paz del Castillo, de no comprometer a las fuerzas colombianas solo en caso de que el éxito estuviera garantizado y solo en el norte del Perú. Esto entraba en conflicto con los intereses del Perú y el colombiano regresó a su país en enero de 1823.
El momento era oportuno, los realistas estaban acorralados en los Andes y sin ninguna posibilidad de ayuda exterior, pero en los precisos instantes en que se iba a librar la decisiva Campaña de Intermedios las relaciones con la Gran Colombia se distanciaron. Esta expedición dirigida por uno de los generales de San Martín terminó en fracaso tras las derrotas del ejército patriota en Torata y Moquegua (19 y 21 de enero de 1823). De entonces data la letrilla burlesca de un pasquín dirigido contra el Congreso que los españoles difundieron desde su campamento situado a poca distancia de Lima:

Congresito ¿cómo estamos 

con el tris tras de Moquegua? 

De aquí a Lima hay una legua. 

¿Te vas? ¿Te vienes? ¿Nos vamos?

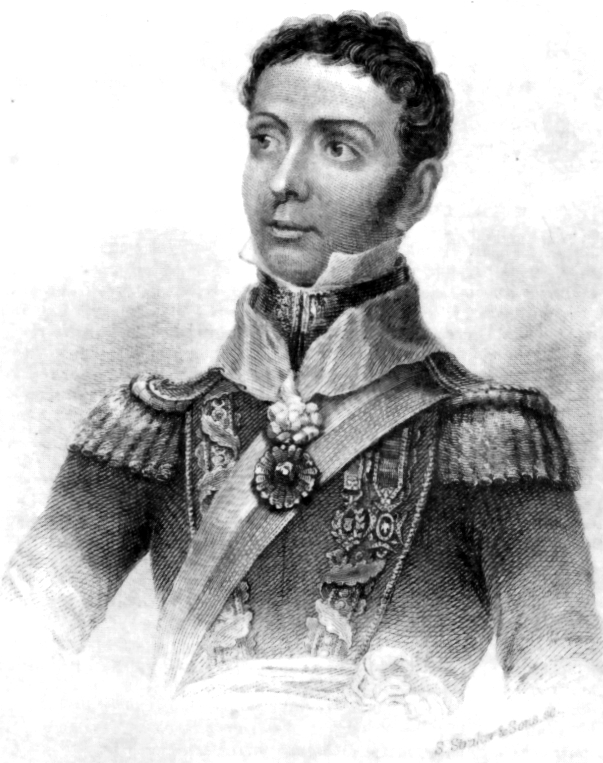
José de la Riva Agüero, primer presidente del Perú, obra del litógrafo y escultor David Lozano (1865-1936).

El Congreso y la Junta de Gobierno quedaron así, tremendamente desacreditados ante la opinión pública. Los oficiales patriotas al mando de las tropas que guarnecían Lima, ante el temor de una ofensiva española, firmaron una solicitud ante el Congreso, fechada el 23 de febrero de 1823 en Miraflores, invocando la designación de un solo Jefe Supremo «que ordene y sea velozmente obedecido», en reemplazo del cuerpo colegiado que integraba la Junta; se sugería incluso el nombre del oficial indicado para asumir el gobierno: el coronel José de la Riva Agüero y Sánchez Boquete.
La crisis se ahondó al ser presentada otra solicitud al Congreso por parte de las milicias cívicas acuarteladas en Bellavista y una tercera encabezada por Mariano Tramarría. El día 27 de febrero las tropas se movilizaron desde sus acantonamientos hasta la hacienda de Balconcillo, a media legua de Lima, desde donde exigieron la destitución de la Junta. Estos sublevados estaban encabezados por el general Andrés de Santa Cruz. Fue el primer golpe de Estado de la historia republicana peruana, conocido como el Motín de Balconcillo.
Ante tal presión, ese mismo día, el Congreso acordó cesar a la Junta Gubernativa y encargar interinamente la máxima magistratura al jefe militar de mayor graduación que era José Bernardo de Tagle. El 28 de febrero, el Congreso ordenó poner en libertad al general José de La Mar, que había sido arrestado en su domicilio, y citó al general Andrés de Santa Cruz, quien hizo una exposición oral de la posición de los jefes y terminó diciendo que acataban la orden del Congreso pero que si no se nombraba a José de la Riva Agüero como Presidente de la República, él y los jefes militares renunciarían y se irían del país. Ante lo expresado por Santa Cruz, el Congreso nombró a Riva Agüero como Presidente de la República por 39 votos a favor de un total de 60; no se le asignó funciones ni plazos. Previamente Riva Agüero fue ascendido al grado de Gran Mariscal.
Tales sucesos dividieron al Congreso. Algunos diputados consideraron que se había ejercido una presión sobre el llamado «soberano Congreso», lo cual era inadmisible y muchos de ellos no volvieron a sesionar. El Presidente del Congreso, Francisco Xavier de Luna Pizarro, se expatrió en señal de protesta. Desde ese momento comenzaron a coexistir dos grandes facciones: la realista o española y la separatista o patriota. La separatista o patriota que estaba dividida inicialmente, en republicanos y monarquistas, al ser desechada esta última, se dividió en liberales parlamentarios y en caudillistas.
Riva Agüero se convirtió así en el primer presidente de la República peruana, aunque elegido de facto. Este personaje quiso concluir sin ayuda foránea la guerra de la independencia del Perú, para lo cual organizó la Segunda Campaña de Intermedios, que, al igual que la primera, culminó en fracaso.
Estalló enseguida la discordia entre el Congreso y Riva Agüero. El Congreso resolvió que se trasladasen a Trujillo los poderes Ejecutivo y Legislativo; creó además un Poder militar que confió al general venezolano Antonio José de Sucre (que había llegado al Perú en mayo de ese año), y envió una delegación a Colombia para que solicitara la colaboración personal de Simón Bolívar en la guerra contra los españoles (19 de junio de 1823). Enseguida, el mismo Congreso concedió a Sucre facultades iguales a las de Presidente de la República mientras durara la crisis, y el día 23 de junio dispuso que Riva Agüero quedara exonerado del mando supremo.
Riva Agüero no acató tal disposición y se embarcó hacia Trujillo con parte de las autoridades. Mantuvo su investidura de Presidente, decretó la disolución del Congreso (19 de julio), creó un Senado integrado por diez diputados y organizó tropas. Mientras que en Lima, el Congreso fue nuevamente convocado por el presidente provisorio José Bernardo de Tagle, el 6 de agosto de 1823. Este Congreso reconoció a Tagle como Presidente de la República.
En medio de esa grave crisis, en el que dos presidentes se disputaban el poder, Tagle promulgó la Constitución, el 12 de noviembre de 1823. Poco después Riva Agüero fue apresado y deportado, unificándose así el mando del país en torno a Bolívar, mientras que Tagle quedaba reducido a figura decorativa.

## La Constitución de 1823
La principal labor de este Congreso Constituyente, fue, indudablemente, la redacción de la Primera Constitución del Perú independiente, que fue de inspiración liberal.
El primer paso fue la elaboración de las «Bases de la Constitución Política», a manos de una comisión del Congreso, integrada por los diputados Justo Figuerola, Francisco Xavier de Luna Pizarro, José Joaquín de Olmedo, Manuel Pérez de Tudela e Hipólito Unanue. Estas «bases» fueron promulgadas por la Junta Gubernativa el 17 de diciembre de 1822; constaban de 24 artículos, que a grandes rasgos, declaraban que todas las provincias del Perú, reunidas en un solo cuerpo, formaban la nación peruana, que a partir de entonces se denominaría «República Peruana»; asimismo, establecía que la soberanía residía en la Nación, siendo independiente de la monarquía española y de cualquier otro tipo de dominación extranjera; su religión sería la católica, con exclusión de cualquier otra; y en cuanto al Poder Nacional, estaría dividido en tres poderes, el Legislativo, el Ejecutivo y el Judicial.
Discutido el texto constitucional, fue aprobado y promulgado por el presidente Torre Tagle, el 12 de noviembre de 1823. Pero un día antes, el mismo Congreso dispuso la suspensión de sus artículos que fueran incompatibles con las facultades otorgadas al libertador Bolívar, que ya se hallaba en camino de instaurar la dictadura. En la práctica no estuvo en vigencia mientras duró el régimen bolivariano.
Pasados algunos años, fue restaurada el 11 de junio de 1827 por el Congreso reunido tras la caída del régimen bolivariano o vitalicio. El vicepresidente de la República Manuel Salazar y Baquíjano, encargado del Poder Ejecutivo, mandó a cumplirla el 16 de junio del mismo año. Rigió hasta el 18 de marzo de 1828, siendo reemplazada por la Constitución liberal de 1828.

## Mesas directivas
Instalado el congreso el 20 de septiembre de 1822, la mesa directiva se constituyó del siguiente modo: 
- Presidente: Francisco Javier de Luna Pizarro.

- Vicepresidente: Manuel Salazar y Baquíjano, conde de Vista Florida (al día siguiente, fue nombrado miembro de la Suprema Junta gubernativa y fue reemplazado en el cargo de vicepresidente por el doctor José Gregorio Paredes.)

- Secretarios: José Faustino Sánchez Carrión y Francisco Javier Mariátegui y Tellería.

El reglamento interior del Congreso disponía que se hiciera mensualmente la renovación de la mesa y que los secretarios fueran dos, que durarían en el cargo un número igual de meses, renovándose uno cada mes y quedando el reemplazado como secretario suplente. 
Renovada la mesa de conformidad con esas disposiciones, quedó sucesivamente constituida de la siguiente manera: 
| Fecha                    | Presidente                        | Vicepresidente                    | Secretarios                                         |
| ------------------------ | --------------------------------- | --------------------------------- | --------------------------------------------------- |
| 21 de octubre de 1822    | José de Larrea y Loredo           | Juan Antonio de Andueza           | José Faustino Sánchez Carrión y Pedro Pedemonte     |
| 21 de noviembre de 1822  | Juan Antonio de Andueza           | Miguel Tafur                      | Pedro Pedemonte y G. L. Villanueva                  |
| 20 de diciembre de 1822  | Hipólito Unanue y Pavón           | Rafael Ramírez de Arellano        | G. L. Villanueva y Ignacio Ortiz de Zevallos        |
|                          | Hipólito Unanue y Pavón           | Juan José Muñoz                   | M. Quesada y Valiente e Ignacio Ortiz de Zevallos   |
| 20 de febrero de 1823    | Nicolás de Araníbar               | Tomás Dieguez                     | Francisco Javier Mariátegui y M. Quesada y Valiente |
|                          | Nicolás de Araníbar               | José Pezet                        | Manuel B. Ferreyros y Francisco Javier Mariátegui   |
| 21 de abril de 1823      | Carlos Pedemonte y Talavera       | José de Mendoza y Sánchez Boquete | Francisco Herrera y Oricáin y Manuel B. Ferreyros   |
|                          | Carlos Pedemonte y Talavera       | Francisco A. de Argote            | Jerónimo Agüero y Francisco Herrera y Oricáin       |
| 20 de junio de 1823      | Justo Figuerola de Estrada        | Manuel de Arias                   | Martín Ostolaza y Jerónimo Agüero                   |
| 6 de agosto de 1823      | Carlos Pedemonte y Talavera       | José de Mendoza y Sánchez Boquete | G. L. Villanueva y Pedro Pedemonte                  |
|                          | Justo Figuerola de Estrada        |                                   | José María Galdeano y M. A. Colmenares              |
| 21 de septiembre de 1823 | Manuel de Arias Pérez de los Ríos | Tomás Forcada                     | Manuel Muelle y M. A. Colmenares                    |
| 20 de octubre de 1823    | Manuel Salazar y Baquíjano        | José María Galdeano               | Miguel Otero y Manuel Muelle                        |
| 20 de noviembre de 1823  | José de la Mar Cortázar           | Miguel Tenorio                    | Manuel Bartolomé Ferreyros y Miguel Otero           |
| 20 de diciembre de 1823  | Felipe Antonio Alvarado           | Ignacio A. de Alcázar             | Joaquín de Arrece y Manuel B. Ferreyros             |
| 20 de enero de 1824      | José María Galdeano               | Bartolomé Bedoya                  | José Bartolomé Zárate y Joaquín de Arrece           |
| 1825                     | José Gregorio Paredes             | Alejandro Crespo                  | Felipe S. Estenos y Juan B. Navarrete               |